# Prebivalište
Prebivalište (domicil), stalno boravište. Pravni naziv za mjesto gdje se neka osoba nastani s namjerom da tu stalno prebiva; služi kao osnova za određivanje mjesne nadležnosti suda, odnosno tijela državne i javne vlasti.

## Prebivalište u hrvatskom zakonodavstvu
Do odluke Ustavnoga suda Republike Hrvatske iz 2000. godine od građana se prigodom prijave prebivališta zahtijevalo dokazivanje osiguranog stalnog stana odnosno kuće te je tijelo državne uprave koje vodi postupak upisa u očevidnik prebivališta tzv. JRO (Jedinstveni registar osoba) imalo pravo odbiti upis u slučaju ne postojanja dokaza o zaposlenju ili drugom izvoru prihoda. Takva praksa je prethodno navedenom odlukom ukinuta, a Sud je naglasio kako Ustav ne poznaje pojam "prebivalište", već samo "boravište". Stoga pod ustavni pojam "boravište" mora podvesti i zakonski pojam "prebivalište", u značenju trajnog boravišta u mjestu u kojem građanin ima namjeru trajno živjeti, bez drugih ograničenja. Dakle, i prebivalište iz članka 2. stavka 1. i boravište iz članka 5. Zakona o prebivalištu i boravištu građana, treba smatrati boravištem u smislu odredbe članka 32. stavka 1. Ustava Republike Hrvatske. 
Nitko nema pravo ograničiti ili onemogućiti prijavu prebivališta građaninu koji u nekom mjestu nema osigurano stalno stanovanje, nitko nema pravo ograničiti slobodan izbor prebivališta i tako ograničavati ili onemogućavati ustavno pravo građanina na slobodno kretanje i dovoditi do nesuglasja s temeljnom vrednotom jednakosti iz članka 3. Ustava Republike Hrvatske. Ograničenje prava kretanja moguće je samo temeljem nužnosti, a poradi zaštite pravnog poretka ili zdravlja, prava i sloboda drugih.